# Hřensko
Hřensko là một làng thuộc huyện Děčín, vùng Ústecký, Cộng hòa Séc. Nó có khoảng 300 người dân.